# Hieracium subaurantiacum
Hieracium subaurantiacum là một loài thực vật có hoa trong họ Cúc. Loài này được (Nägeli & Peter) Czerep. mô tả khoa học đầu tiên năm 1995.